# Teasing Master Takagi-san
Teasing Master Takagi-san (яп. からかい上手の高木さん, Каракай дзьо:дзу но ТакаґІ-сан, «Майстер дражнилок Такаґі», неоф. укр. «Провокаторка Такаґі») — манґа, написана і проілюстрована Соїтіро Ямамото. У манзі розповідається про повсякденне життя Такаґі, якій подобається дражнити свого однокласника Нісікату, і про невдалі спроби Нісікати помститися їй.
Аніме-телесеріал виробництва Shin-Ei Animation транслювався з січня до березня 2018 року. Оригінальна відеоанімація (OVA) була випущена в липні 2018 року. Другий сезон транслювався з липня до вересня 2019 року. Третій сезон транслювався з січня до березня 2022 року. У червні 2022 року відбулася прем'єра повнометражного аніме-фільму, що є продовженням третього сезону серіалу. Також сюжет манги адаптований у формат дорами, прем'єра якої відбудеться у березні 2024 року.
У 2021 році Teasing Master Takagi-san виграла премію манґи Shogakukan у категорії «сьонен».

## Сюжет
Учні середньої школи Нісіката і Такаґі сидять поруч у класі. Такаґі залюбки дражнить Нісікату незручними витівками та жартами. У відповідь Нісіката вигадує плани помсти, але він постійно зазнає невдачі, коли вона знаходить його слабкі місця і використовує їх у своїх цілях. У рідкісних випадках, коли Такаґі програє, Нісіката не відчуває, що він справді переміг. Місце дії — маленьке містечко Тоносьо на острові Сьодо префектури Каґава (місце народження автора манґи Ямамото).

## Персонажі
Такаґі (яп. 高木さん, Такаґі-сан) — головна героїня, сусідка по парті й однокласниця Нісікати. Такаґі подобається проводити час, дражнивши Нісікату; вона закохана в нього і насолоджується його реакцією на її розіграші.
Сейю: Ріе Такахасі; виконання ролі: Руй Цукісіма (дорама); Мей Нагано (ігровий фільм)
Нісіката (яп. 西片くん, Нісіката-кун) — однокласник Такаґі, якого вона любить дражнити і змушувати його червоніти від збентеження. Він постійно намагається помститися їй, але Такаґі завжди користується ситуацією і заважає його планам. Нісіката все більше закохується в Такаґі, але відмовляється визнати це.
Сейю: Юкі Кадзі; виконання ролі: Соя Курокава (дорама); Фумія Такахасі (ігровий фільм)
Хібіно Міна (яп. 日比野 ミナ, Хібіно Міна) — дівчинка з великими бровами і дитячою поведінкою. Подруга Юкарі та Санае.
Сейю: Кономі Кохара
Тенкава Юкарі (яп. 天川 ユカリ, Тенкава Юкарі) — подруга Міни та Санае і президент класу. Хоча вона намагається зберігати видимість зрілості як президент класу, вона регулярно дозволяє однокласникам копіювати її відповіді, щоб ніхто не зазнав невдачі.
Сейю: M. A. O
Цукімото Санае (яп. 月本 サナエ, Цукімото Санае) — найкраща подруга Міни, незворушна і тихо забавляє її витівками.
Сейю: Юй Огура
Накаї (яп. 中井) — друг і однокласник Нісікати; він закоханий у Мано.
Сейю: Юма Утіда
Мано (яп. 真野) — однокласниця Нісікати і Такагі; вона закохана в Накаї.
Сейю: Коїваї Которі; виконання ролі: Юна Тайра (ігровий фільм)
Такао (яп. 高尾) — один із близьких друзів Нісікати разом із Кімурою. Хлопчик в окулярах із гострими зубами.
Сейю: Окамото Нобухіко
Кімура (яп. 木村) — один із друзів Нісікати разом із Такао. Товстий хлопчик, який не любить бігати.
Сейю: Отіай Фукусі
Вчитель Танабе (яп. 田辺先生, Танабе-сенсей) — серйозний класний керівник Нісікати й Такаґі.
Сейю: Хіната Тадокоро; виконання ролі: Йосуке Егуті (ігровий фільм)
Хамагуті (яп. 浜口) — один із друзів Нісікати. Він намагається поводитися доросліше, щоб зацікавити Ходзьо.
Сейю: Утіяма Кокі; виконання ролі: Осіро Маеда (ігровий фільм)
Ходзьо (яп. 北条さん, Хо:дзьо:-сан) — приваблива учениця, якій подобаються дорослі люди.
Сейю: Аой Юкі; виконання ролі: Сара Сіда (ігровий фільм)
Суміре Такагава (яп. 鷹川 すみれ, Такагава Суміре) — близька подруга Такаґі з характерною зачіскою у вигляді кінського хвоста. Вона розділяє з Такаґі задоволення від довгих прогулянок.
Сейю: Асахіна Мадока
Ті Нісіката (яп. 西片 ちー, Нісіката Ті) — донька Такаґі та Нісікати. Уперше з'явившись у 31 розділі основної серії, вона також є одним із головних героїв спін-оффу Karakai Jozu no (Moto) Takagi-san, дія якого розгортається через роки після подій основної серії. У той час як Ті зазвичай приєднується до своєї матері в її розіграшах над батьком, їй завжди не вдається перехитрити саму Такаґі.
Сейю: Міямото Юме